# Boianu Mare
Boianu Mare là một xã thuộc hạt Bihor, România. Dân số thời điểm năm 2002 là 1430 người.